# Волковицы (Новгородская область)
Волковицы — деревня в Старорусском районе Новгородской области в составе Наговского сельского поселения.

## География
Находится в южной части Новгородской области на расстоянии приблизительно 18 км на северо-запад по прямой от железнодорожного вокзала города Старая Русса.

## История
На карте 1847 года уже была обозначена как поселение с 49 дворами. В 1908 году здесь (Старорусский уезд Новгородской губернии) было учтено 84 двора.

## Население
Численность населения: 504 человека (1908 год), 77 (русские 96 %) в 2002 году, 54 в 2010.